# Dorina Maltschewa
Dorina Maltschewa (* 1973) ist eine deutsche Schauspielerin und Musicaldarstellerin.
Dorinas Interesse für Tanz und Gesang zeigte sich schon mit fünf Jahren. Von 1993 bis 1996 studierte sie an der Hamburger Stage School of Music und Drama mit dem Schwerpunkt Gesang und Tanz. Dorina arbeitet erfolgreich als Schauspielerin und Musicaldarstellerin sowie als Sprecherin für Hörspielproduktionen. Des Weiteren ist sie als Choreografin tätig.
Sie ist Botschafterin für die Organisation „Fans for Kids“, bei der Prominente krebskranken Kindern eine Freude bereiten.

## Filmografie
- 1996–1998: Die Schule am See
- 1998: Sesamstraße
- 2000: Engel & Joe
- 2001–2004: St. Angela
- 2002: Alphateam – Die Lebensretter im OP
- 2003–2004: Das Büro
- 2007: Tatort – Schwelbrand
- 2007: Mona Sharma Sketchshow

## Bühne
- 1996: Hair
- 1996–1998: Grease
- 1997: Godspell
- 1998: Grease
- 1999–2000: Starlight Express
- 2005–2006: Robin Hood – Für Liebe und Gerechtigkeit
- 2006: West Side Story
- 2006–2007: Die Schöne und das Biest
- 2007–2009: Ich war noch niemals in New York
- seit 2011: Hinterm Horizont